# Rubén Celiberti
Rubén Celiberti (Rosario, 1º gennaio 1964) è un ballerino, coreografo, cantante e pianista argentino di origini italiane, nazione nella quale è conosciuto ed apprezzato per le sue qualità di artista poliedrico. È stato vincitore di numerosi premi per la danza fra cui l'"Hulgate" nel 1984, il Premio "Gino Tani" nel 1990 e il "Léonide Massine" nell'anno successivo. Come coreografo è stato premiato nel 1997 con il "Trinidad Guevara".

## Biografia
La famiglia paterna era originaria di Atessa, in provincia di Chieti.
Considerato una stella della danza di valore internazionale (nel 1996 gli è stato assegnato il "Critics Award" quale miglior performer sudamericano), ha studiato ballo, pianoforte e canto all'Istituto del Teatro Colón di Buenos Aires, perfezionando poi gli studi a Parigi. Ha fatto parte dal 1984 della Compagnia di Attilio Labis e, dall'anno successivo, del Balletto Nazionale di Marsiglia diretto da Roland Petit.
Nel suo repertorio figurano spettacoli firmati da registi e coreografi quali Lindsay Kemp, con cui ha lavorato nel 1989, Vittorio Biagi (nello stesso anno) e Micha van Hoecke (nel 1995).
In Italia - dove trascorre parte dell'anno - ha effettuato tournée nei maggiori teatri partecipando anche a musical e festival di danza (in particolare di due danze tipicamente argentine, il tango e la milonga). In particolare ha recitato nel 1992 ne La dama delle Camelie, diretto da Giuseppe Patroni Griffi, e - due anni dopo - in Un americano a Parigi, interpretato assieme a Raffaele Paganini e a Rossana Casale.
Per la televisione italiana è apparso per la prima volta sul piccolo schermo nel 1988 come showman nello spettacolo di Raiuno Buona fortuna.
Come coreografo, ha debuttato nel 1992 con il suo Amor y Tango, opera in cui mescola danza e canto e della quale è stato interprete protagonista. A questo lavoro ha fatto seguito nel 1996 A puro talento e ancora, nel 1998, Pasiones, pièce con cui ha debuttato a Buenos Aires.
Nel 2001, durante una permanenza in Italia per uno spettacolo al Teatro Massimo Vittorio Emanuele di Palermo, conobbe il fotografo Giorgio Di Fede,  con il quale strinse una grande amicizia e nel 2003  realizzarono un progetto fotografico allestito al centro Jorge Luis Borges, di Buenos Aires a cura dell'ANFE  e la pubblicazione del libro “Scatti di danza a Palermo”.
Scatti di danza a Palermo
Riscuotendo un grande successo, nel 2010 “Scatti di danza a Palermo”, presso l'Oratorio dei Bianchi (Palermo), venne promossa nuovamente dall'Assessorato Regionale ai Beni  Culturali in collaborazione con la Galleria Regionale Palazzo Abatellis e con il patrocinio gratuito dell'ANFE (Associazione Nazionale Famiglie Emigrati).

Nel 2008 ha curato per il Balletto di Milano e per il ballerino Raffaele Paganini la regia dello spettacolo teatrale Amor de tango, articolato su musiche di Astor Piazzolla e Carlos Gardel.